# 高田龍一
高田 龍一（たかだ りゅういち、本名同じ）は、日本の作曲家、編曲家。MONACA所属。東京都出身。

## 経歴
高橋裕に指導を受けた後、東京芸術大学音楽学部作曲科に入学。尾高惇忠、三善晃、松尾祐孝に師事した。卒業後に株式会社ナムコ（現：株式会社バンダイナムコゲームス）にサウンドクリエイターとして所属し、『ソウルキャリバー』シリーズ、『鉄拳』シリーズ、『リッジレーサー7』などの楽曲制作に関わった。
2009年にナムコを退社し、MONACAに所属する。以降、ゲームミュージックに加えアニメーションの劇中音楽や主題歌の作編曲を数多く手がけている。

## 楽曲を提供した主な作品

### ゲーム
- 『ソウルキャリバーII』
  - BGM（中鶴潤一・矢野義人・境亜寿香・濱本理央と共同）
- 『ゆめりあ』
  - BGM（ヴァイオリン）
- 『太鼓の達人』シリーズ
  - 挿入歌「太鼓の達人ドドンがレッドメドレー」（ヴァイオリン）
  - 挿入歌「合体!ドンレンジャーロボ」（ヴァイオリン）
  - 挿入歌「ねこくじら」（ヴァイオリン）
  - 挿入歌「てんぢく2000」（ヴァイオリン）
  - 挿入歌「SORA-II グリーゼ581」（作曲・編曲）
  - 挿入歌「SORA-IV ブンパソング」（作詞・作曲・編曲）
  - 挿入歌「バベルの塔」（編曲）
- 『塊魂』
  - 挿入歌「カタマりたいの」（ヴァイオリン）
  - 挿入歌「さくらいろの季節」（ヴァイオリン）
- 『みんな大好き塊魂』
  - 挿入歌「天使の雨」（ヴァイオリン）
  - 挿入歌「塊ホリディ」（ヴァイオリン）
  - 挿入歌「ベイビーユニバース」（ヴァイオリン）
- 『THE IDOLM@STER』シリーズ
  - 挿入歌「おはよう!!朝ご飯」（ヴァイオリン）
  - 挿入歌「L・O・B・M」（作曲・編曲）
  - キャラクターソング「J☆U☆M☆P」（作曲・編曲）
  - キャラクターソング「FO(U)R (REMIX-A)」（編曲）
  - 挿入歌「MEGARE!!」（作曲・編曲）
  - 挿入歌「LOST」（ストリングスアレンジ）
  - キャラクターソング「初恋 〜一章 片想いの桜〜」（作曲・編曲）
  - キャラクターソング「初恋 〜二章 告白の花火〜」（作曲・編曲）
  - キャラクターソング「初恋 〜三章 幸せの紅葉〜」（作曲・編曲）
  - キャラクターソング「初恋 〜四章 運命のイブ〜」（作曲・編曲）
  - キャラクターソング「初恋 〜五章 永遠のクリスマス〜」（作曲・編曲）
  - キャラクターソング「弦楽四重奏「初恋組曲」 序章」（作曲・編曲）
  - キャラクターソング「弦楽四重奏「初恋組曲」 一章 片思いの桜」（作曲・編曲）
  - キャラクターソング「弦楽四重奏「初恋組曲」 二章 告白の花火」（作曲・編曲）
  - キャラクターソング「弦楽四重奏「初恋組曲」 三章 幸せの紅葉」（作曲・編曲）
  - キャラクターソング「弦楽四重奏「初恋組曲」 四章 運命のイヴ」（作曲・編曲）
  - キャラクターソング「弦楽四重奏「初恋組曲」 五章 永遠のクリスマス」（作曲・編曲）
  - キャラクターソング「弦楽四重奏「初恋組曲」 終章」（作曲・編曲）
  - キャラクターソング「SMOKY FRUITS」（編曲）
  - キャラクターソング「想い出は永遠に」（作曲・編曲）
- 『ソウルキャリバーIII』
  - BGM（中鶴潤一・小林啓樹と共同）
- 『僕の私の塊魂』
  - 挿入歌「DAN DON FUGA」（作曲）
  - 挿入歌「Family魂」（ヴァイオリン）
- 『鉄拳5』
  - BGM（遠山明孝・神前暁・岡部啓一・三宅優・中西哲一・中村和宏・椎名豪・内田哲也・小林啓樹・佐野信義らと共同）
- 『Critical Velocity』
  - BGM（中鶴潤一・野呂祐一郎・西込乗二・西込加久見と共同）
- 『ことばのパズル もじぴったん大辞典』
  - BGM（神前暁・大久保博・境亜寿香・遠山明孝・内田哲也・中西哲一・矢野義人・TEREN PAREN・椎名豪・みすみゆりらと共同）
- 『リッジレーサー7』
  - BGM（大久保博・小林啓樹・遠山明孝・佐野信義・佐宗綾子・細江慎治・濱本理央・中鶴潤一・三宅優・中西哲一・渡辺量・ESTiと共同）
- 『ビューティフル塊魂』
  - 挿入歌「Sayonara Rolling Star」（ヴァイオリン）
  - 挿入歌「恋の稲刈り」（ヴァイオリン）
- 『エースコンバット6』
  - BGM（中西哲一・小林啓樹・中鶴潤一・大久保博と共同）
- 『鉄拳6』
  - BGM（岡部啓一・神前暁・石濱翔・帆足圭吾・遠山明孝・佐野信義・椎名豪・濱本理央・細江慎治・佐宗綾子らと共同）
- 『気持ちよさ連鎖パズル トリオンキューブ』
  - BGM
- 『テイルズ オブ バーサス』
  - BGM（桜庭統・青山響・大久保博・LindaAI-CUE・椎名豪・遠山明孝・山本由貴子・藤田裕行・高橋みなも・渡辺量らと共同）
- 『セキレイ 〜未来からのおくりもの〜』
  - OP主題歌「約束 I'm with You」（ストリングスアレンジ）
- 『ニーア ゲシュタルト/レプリカント』
  - BGM（編曲）
  - アレンジアルバム（編曲・ピアノ）
- 『快盗天使ツインエンジェル3』
  - キャラクターソング「ありがとう」（作曲・編曲）
  - キャラクターソング「VIOLET BLUE」（作曲・編曲）
- 『鉄拳タッグトーナメント2』
  - BGM（遠山明孝・井上拓・椎名豪・濱本理央・矢野義人・渡辺量・小林啓樹・宮倉恭子・岡部啓一・帆足圭吾・佐野電磁・三宅優・細江慎治・佐宗綾子・三宅優・石濱翔・田中秀和・広川恵一・永谷喬夫・江口孝宏と共同）
- 『Fate/EXTELLA Link』
  - BGM（MONACA名義、岡部啓一・帆足圭吾・瀬尾祥太郎と共同）
- 『アイドルマスター シンデレラガールズ』シリーズ
  - 「if」（編曲）
  - 「花のことば」（作曲・編曲）
- 『サイバーハンター』
  - BGM（岡部啓一と共同）
- 『百鬼異聞録～妖怪カードバトル～』
  - BGM（神前暁と共同）

### アニメ
- 『涼宮ハルヒの憂鬱』
  - BGM（編曲）
- 『セキレイ』
  - OP主題歌「セキレイ」（ストリングスアレンジ）
- 『空を見上げる少女の瞳に映る世界』
  - BGM（神前暁・岡部啓一・帆足圭吾・石濱翔と共同）
- 『天上人とアクト人最後の戦い』
  - BGM（神前暁・岡部啓一・帆足圭吾・石濱翔と共同）
- 『涼宮ハルヒの消失』
  - BGM（神前暁・帆足圭吾・石濱翔と共同）
- 『セキレイ〜Pure Engagement〜』
  - OP主題歌「白翼ノ誓約〜Pure Engagement〜」（共編曲）
  - 第10話ED主題歌「おぼえているから」（ストリングスアレンジ）
- 『学園黙示録 HIGHSCHOOL OF THE DEAD』
  - 第2話ED主題歌「color me dark」（作曲・編曲）
- 『黒執事II』
  - キャラクターソング「ある執事の日常」（作曲・編曲）
  - キャラクターソング「大葬戯曲」（作曲・編曲）
  - キャラクターソング「人生には愛と奏でと、航海と」（作曲・編曲）
- 『CAT SHIT ONE -THE ANIMATED SERIES-』
  - BGM（石濱翔と共同）
- 『STAR DRIVER 輝きのタクト』
  - BGM（MONACA名義　神前暁・岡部啓一・石濱翔・帆足圭吾と共同）
  - キャラクターソング「モノクローム」（ストリングスアレンジ）
  - 挿入歌「モノクローム 〜 version de l'apprivoiser」（編曲）
  - 挿入歌「木漏れ日のコンタクト」（ストリングスアレンジ）
  - キャラクターソング「Cross Over ~ version les quatre filles」（編曲）
- 『放浪息子』
  - BGM（神前暁・岡部啓一・帆足圭吾・石濱翔と共同）
- 『Aチャンネル』
  - BGM（MONACA名義　神前暁・石濱 翔・帆足圭吾と共同）
- 『WORKING!!』
  - キャラクターソング「ワグナリア賛歌~a day of 轟八千代」（編曲）
- 『THE IDOLM@STER』
  - BGM
- 『夏目友人帳 肆 』
  - ED主題歌「たからもの」（共編曲）
- 『偽物語』
  - 楽曲制作協力（帆足圭吾と共同）
- 『這いよれ! ニャル子さん』
  - BGM（MONACA名義　田中秀和・石濱翔・帆足圭吾と共同）
  - キャラクターソング「refrain 〜ほんとの気持ち〜」（作曲・編曲）
- 『黄昏乙女×アムネジア』
  - BGM（帆足圭吾と共同）
- 『アイカツ!』
  - BGM（MONACA名義　田中秀和・帆足圭吾・石濱翔・岡部啓一・高橋邦幸・広川恵一と共同）
  - 挿入歌「同じ地球のしあわせに」（作曲・編曲）
  - 挿入歌「右回りWonderland」（作曲・編曲）
- 『絶園のテンペスト』
  - ED主題歌「happy endings」（ストリングスアレンジ）
- 『猫物語（黒）』
  - 楽曲制作協力（帆足圭吾と共同）
  - OP主題歌「perfect slumbers」（ストリングスアレンジ・ピアノ）
- 『スタードライバー THE MOVIE』
  - BGM（MONACA名義　神前暁・岡部啓一・石濱翔・帆足圭吾と共同）
  - 挿入歌「光のオクターブ」（ストリングスアレンジ）
- 『波打際のむろみさん』
  - OP主題歌「七つの海よりキミの海」（共編曲、ストリングスアレンジ）
- 『やはり俺の青春ラブコメはまちがっている。』
  - BGM（MONACA名義　石濱翔・帆足圭吾・高橋邦幸と共同）
- 『〈物語〉シリーズ セカンドシーズン』
  - 楽曲制作協力（帆足圭吾・広川恵一と共同）
  - 『つばさタイガー』OP主題歌「chocolate insomnia」（ストリングスアレンジ）
  - 『なでこメドゥーサ』『しのぶタイム』ED主題歌「その声を覚えてる」（ストリングスアレンジ）
  - 『しのぶタイム』テーマ曲「white lies」（ストリングス・ホルンアレンジ）
  - 『ひたぎエンド』OP主題歌「fast love」（ストリングスアレンジ）
  - 『ひたぎエンド』OP主題歌「木枯らしセンティメント」（ストリングスアレンジ）
- 『サーバント×サービス』
  - BGM（MONACA名義　田中秀和・石濱翔・帆足圭吾・広川恵一・高橋邦幸と共同）
- 『THE IDOLM@STER MOVIE 輝きの向こう側へ!』
  - BGM
  - 主題歌「M@STERPIECE」（共編曲）
- 『キャプテン・アース』
  - BGM（MONACA名義　石濱翔・帆足圭吾・岡部啓一・広川恵一・神前暁と共同）
  - 挿入歌「夢幻の華」（共編曲）
  - 挿入歌「永遠なる刹那」（作曲・編曲）
- 『テンカイナイト』
  - BGM（MONACA名義　石濱翔・帆足圭吾・高橋邦幸と共同）
- 『ハナヤマタ』
  - BGM（帆足圭吾と共同）
- 『牙狼〈GARO〉-炎の刻印-』
  - BGM（MONACA名義　岡部啓一・石濱翔と共同）
- 『電波教師』[2]
  - BGM（石濱翔と共同）
  - 劇中歌「家族の絆だ、ファミリンジャー」（作曲・編曲）
  - 劇中歌「愛しのシャイボーイ」（作曲・編曲）
  - 劇中歌「ふたり」（作曲・編曲）
- 『牙狼 -紅蓮ノ月-』
  - BGM（MONACA名義　岡部啓一・高橋邦幸と共同）
- 『終物語』
  - OPテーマ曲「mein schatz」（共編曲）
  - OP主題歌「dreamy date drive」（ストリングスアレンジ）
- 『傷物語〈Ⅰ鉄血篇〉』
  - BGM（神前暁・帆足圭吾・難波研と共同）
- 『牙狼〈GARO〉-DIVINE FLAME-』
  - BGM（MONACA名義　岡部啓一と共同）
- 『モンスターストライク』
  - BGM（神前暁・広川恵一・高橋邦幸と共同）
- 『傷物語〈II 熱血篇〉』
  - BGM（神前暁・難波研と共同）
  - ED主題歌「étoile et toi」（共編曲）
- 『モンスターストライク THE MOVIE はじまりの場所へ』
  - BGM（MONACA名義　高橋邦幸・神前暁・広川恵一と共同）
- 『傷物語〈Ⅲ冷血篇〉』
  - BGM（神前暁・難波研と共同）
  - ED主題歌「étoile et toi [édition le blanc]」（編曲）
- 『モンストアニメ』
  - BGM（MONACA名義　高橋邦幸と共同）
- 『恋愛暴君』
  - BGM（MONACA名義　田中秀和・広川恵一・瀬尾祥太郎と共同）
- 『センリツのルシファー ただひとつの始まりの歌』
  - BGM（高橋邦幸・広川恵一と共同）
- 『打ち上げ花火、下から見るか? 横から見るか?』
  - 音楽制作協力
  - BGM（編曲）
- 『牙狼〈GARO〉-VANISHING LINE-』
  - BGM（広川恵一と共同）
- 『Fate/EXTRA Last Encore』
  - BGM（神前暁・帆足圭吾・石濱翔・難波研と共同）
- 『ウマ娘　プリティーダービー』
  - 「ウマ娘 ファンファーレⅠ 一般」（作曲・編曲）
  - 「ウマ娘 ファンファーレⅠ GⅠ」(作曲・編曲)
  - 「ウマ娘 ファンファーレⅠ 重賞」（作曲・編曲）
- 『薄墨桜-GARO-』
  - BGM（MONACA（岡部啓一・高橋邦幸）と共同）
- 『ひとりぼっちの○○生活』
  - BGM（田中秀和と共同）
- 『フレームアームズ・ガール ～きゃっきゃうふふなワンダーランド～』
  - 挿入歌「満場一致LOVE ENERGY」（ストリングスアレンジ）
- 『BEASTARS』
  - 音楽協力
  - BGM（神前暁と共同）
- 『アサシンズプライド』
  - キャラクターソング「lesson L」（作曲・編曲）
- 『啄木鳥探偵處』
  - BGM（高橋邦幸と共同）
  - 挿入歌「旅路へ」（作曲・編曲）
- 『おちこぼれフルーツタルト』
  - BGM（MONACA（オリバー・グッド、井上馨太）と共同）
- 『池袋ウエストゲートパーク』
  - BGM（中川大二朗と共同）
- 『BEASTARS(第2期)』
  - BGM（神前暁と共同）
- 『Vivy -Fluorite Eye's Song-』
  - BGM（神前暁、帆足圭吾、石濱翔と共同）
  - EDテーマ「Fluorite Eye's Song -Piano Version-」（編曲）
  - 劇中歌「Ensemble for Polaris」（作曲・編曲）
  - 劇中歌「Galaxy Anthem」（ストリングスアレンジ）
  - キャラクターソング「Live It Up」（作曲・編曲）
- 『最果てのパラディン』
  - BGM（帆足圭吾と共同）
- 『サマータイムレンダ』
  - BGM（岡部啓一・帆足圭吾と共同）
- 『シャングリラ・フロンティア』
  - BGM（広川恵一・高橋邦幸と共同）[3]
- 『鬼人幻燈抄』
  - BGM（広川恵一・高橋邦幸と共同）[4]
- 『魔神創造伝ワタル』
  - BGM（広川恵一、オリバー・グッド、井上馨太と共同）[5]
- 『転生悪女の黒歴史』
  - BGM[6]

### ドラマ
- 『ちむどんどん』
  - BGM（岡部啓一・帆足圭吾と共同）

### アーティスト
- 『かと*ふく』
  - 「プラタナスの下で待ってる」（作曲・編曲）